# Actinote pellenea
Actinote pellenea es una especie de mariposa de la familia Nymphalidae encontrada en toda América del Sur. Fue descrito por primera vez por Hübner en 1820-1824.

## Características
Actinote pellenea es una especie notoria por su velocidad de crecimiento que se acelera con el aumento de las temperaturas. Pone huevos en grupos sobre las hojas que pueden llegar a más de mil huevos y completar su ciclo vital en dos meses en verano. Pasa el invierno como larva, el crecimiento es más lento con el frío; se alimentan en las horas de mayor temperatura.

## Subespecies
La especie se divide en las siguientes subespecies:
- A. p. calchaquí
- A. p. Calimma
- A. p. calimmoides
- A. p. carcinoides
- A. p. clara
- A. p. crucis
- A. p. diaguita
- A. p. ferrugata
- A. p. lulesa
- A. p. nordestina
- A. p. cuasicinerea
- A. p. subbadia
- A. p. subhyalina
- A. p. trinitatis
- A. p. venata
- A. p. xantobrunnea